# Kassjö
Kassjö is een plaats in de gemeente Umeå in het landschap Västerbotten en de provincie Västerbottens län in Zweden. De plaats heeft 96 inwoners (2005) en een oppervlakte van 24 hectare. De plaats ligt aan het meer Kassjön. De plaats is omsloten door bos en ligt op ongeveer 85 meter boven de zeespiegel. In de directe omgeving van de plaats liggen verschillende heuvels, waarvan 249 meter boven de zeespiegel gelegen Vitberget het hoogst is.